# Etravirina
Etravirina es un medicamento antiviral que se emplea para el tratamiento de la infección causada por el virus de la inmunodeficiencia humana (VIH), agente causante del sida. Se incluye dentro de los fármacos antirretrovirales, en el grupo de inhibidores de la transcriptasa inversa no nucleósidos. La transcriptasa inversa es una enzima crucial para que el VIH pueda replicarse, la etravirina la bloquea e impide por lo tanto la multiplicación del virus. El medicamento se presenta en forma de comprimidos de 100 mg con el nombre comercial de Intelence®.
Fue aprobado por la FDA en enero del 2008 y por la EMA en septiembre del 2008 y es comercializado en España por Janssen-Cilag desde enero de 2009.
Etravirina no cura la infección por el VIH. Forma parte de un tratamiento que reduce la cantidad de virus en la sangre. Durante el tratamiento sigue existiendo el riesgo de transmisión del VIH a
otras personas por contacto sexual o por contacto con sangre contaminada. Se deben adoptar las precauciones adecuadas para evitar la transmisión de la enfermedad.

## Indicaciones
Está aprobado su empleo en combinación con otros antirretrovirales, para el tratamiento de la infección por el virus de la inmunodeficiencia humana tipo 1 (VIH-1), en pacientes adultos, tratados previamente, que hayan desarrollado resistencia a otros fármacos inhibidores de la transcriptasa inversa no nucleósidos (ITINN).
Según la ficha técnica, administrado conjuntamente con un inhibidor de la proteasa potenciado y con otros medicamentos antirretrovirales, está indicado en el tratamiento en pacientes adultos y pediátricos a partir de los 6 años de edad previamente tratados con antirretrovirales.

## Presentación y posología
El medicamento se presenta en forma de comprimidos de 100 mg y 200 mg. El hecho de que puedan disolverse en agua hace más fácil ingerir la medicación para personas con dificultad para tragar. La dosis recomendada para adultos es de 200 mg (dos comprimidos) vía oral cada 12 horas y debe administrarse después de una comida.

## Características
Etravirina es una diarilpirimidina con una gran flexibilidad molecular, lo que le permite unirse a la transcriptasa inversa incluso cuando hay mutaciones presentes. Se une directamente y bloquea las actividades de la polimerasa del ADN dependiente del ARN y del ADN mediante el bloqueo de la región catalítica de la enzima.

## Efectos secundarios
Los efectos secundarios que se han observado con más frecuencia han consistido en exantema dérmico que suele desaparecer de forma espontánea después de unos días, náuseas y diarrea.
Otras manifestaciones que se han notificado tras su comercialización han sido: síndrome de Stevens-Johnson, eritema multiforme, necrólisis epidérmica tóxica y fallo hepático.

## Interacciones
No se recomienda combinar etravirina con tipranavir/ritonavir, con antiepilépticos, con rifampicina/rifapentina y con productos que contienen hipérico o hierba de San Juan.